# 협진
협진(Hyupjin)은 대한민국의 종합 육가공 설비 제조기업이다.

## 역사
2004년 화장품 원료 제조업체인 에이씨티로 설립되어 2021년 식품가공기계 회사인 협진기계와 합병한 뒤 사명을 협진으로 변경했다.

## 참고 문헌
1. ↑  한국IR협의회 기술분석보고서-협진, 2023-08-10[깨진 링크(과거 내용 찾기)]
2. ↑  협진, 2023 서울국제식품산업대전서 텀블러형 해동장치 등 신규 설비 소개 나선다... “냉동육 해동 생산성 높여”, 에이빙, 2023-05-27
3. ↑  허지은, 공격적 M&A로 흑자전환 성공···'본업' 회복이 관건, 뉴스웨이, 2022-02-22